# Piotr Kożewnikow (lekkoatleta)
Piotr Kożewnikow (ros. Пётр Кожевников, ur. w 1927) – radziecki lekkoatleta, wieloboista.
Podczas igrzysk olimpijskich w Helsinkach (1952) nie ukończył dziesięcioboju (wycofał się po drugiej konkurencji – skoku w dal).

## Rekordy życiowe
- Dziesięciobój lekkoatletyczny – 6454 pkt. (1956)